# قلعه ایواتسوکی
قلعه ایواتسوکی (به ژاپنی: 岩槻城 , Iwatsuki-jō) یک قلعه ژاپنی واقع در ایواتسوکی، سایتاما در استان سایتاما در ژاپن است.